# Pal de recompte

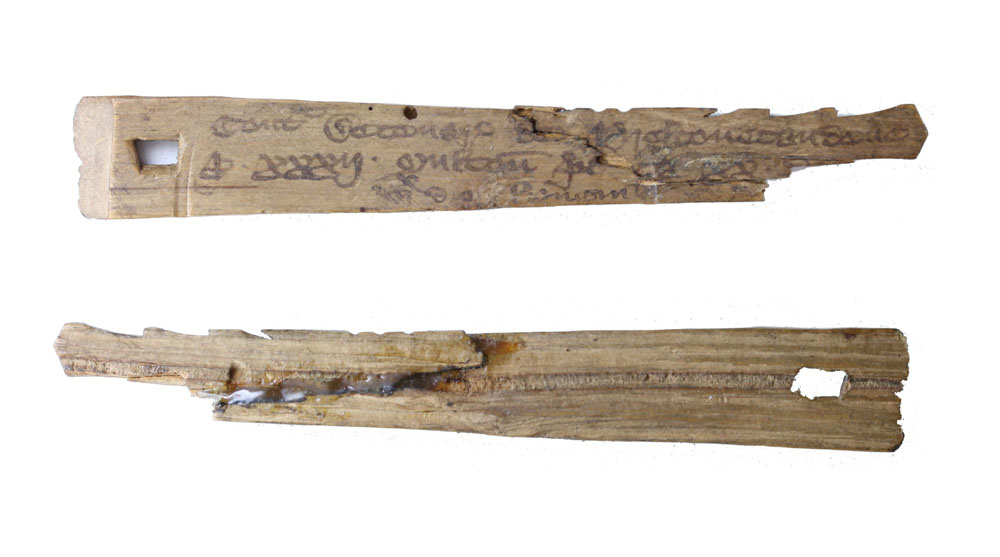
Anvers i revers d'un pal de comptar medieval anglès.

Un pal de comptar, pal de recompte o bastó de recompte és un sistema per a registrar nombres o una numeració gràcies a marques de comptatge mitjançant incisions (osques) en un pal de fusta o os. L'origen d'aquesta tècnica es remunta a temps prehistòrics (osques tallades en ossos d'animals durant el Paleolític superior). L'exemple més antic, l'Os de Lebombo, té una antiguitat d'uns 35.000 anys. Un exemple notable és l'Os d'Ishango. La primera referència històrica als pals de recompte la fa Plini el Vell (23-79 dC) quan delibera sobre la millor fusta per a aquest propòsit. També en parla Marco Polo (1254-1324), que n'esmenta l'ús a la Xina.

## Cordills amb nusos
Un sistema de recompte similar al dels bastons amb osques és el de cordills amb nusos. Heròdot esmenta l'ús d'un cordill amb nusos per part de Darios I el Gran.
- El quipu (del quítxua: khipu, «nus») era un estri per dur el registre i comptabilitat utilitzat en l'Imperi Inca i per la societat precedent en la regió andina.